# Гласни струни
Гласните струни, наричани още гласни връзки или гласилки, представляват двойка мускулни образувания, съставени от лигавична тъкан и разположени напреки на ларинкса, посредством които се осъществява говоренето, пеенето и възпроизвеждането на различни звуци. Звуковъзпроизвеждането става възможно при преминаване на въздух през тях, вибрирайки в синхрон.
Отворени по време на дишане, затворени при задържане на дъха и вибриращи при говорене или пеене, струните са контролирани от блуждаещия нерв. Перленобелият им цвят се дължи на намаления кръвоток.
За разлика от хората, птиците, например, издават звуци чрез трептене на мембраните на сиринкса, а не с помощта на гласни струни.

## Полови различия
Съществуват различия в размерите на гласните струни при мъжете и жените. По-възрастните мъже имат по-ниски гласове, съответно и по-големи гласни струни. Като цяло обаче, дължината на мъжките гласни струни варира от 1,75 до 2,5 см. За сравнение, дължината на струните при жените е между 1,25 и 1,75 см.
Различията в размерите при мъжете и жените водят до различия в качеството на произведения звук. Генетичните фактори, от своя страна, пораждат разлика между гласовете на хора от един и същ пол, като съществуват общо шест основни типа гласове (три за мъжете и три за жените).
И при двата пола са перленобели на цвят, но при жените са по-светли.